# 人民海軍

人民海軍の軍艦旗

人民海軍（じんみんかいぐん、ドイツ語: Volksmarine, VM）とは、ドイツ民主共和国における海軍。地上軍（LaSK）および航空軍（LSK）と共に国家人民軍を構成した軍種の1つである。単に東ドイツ海軍とも呼ばれる。

## 歴史

### 創設
第二次世界大戦後、ソビエト連邦は東ドイツのソ連占領地域（Sowjetische Besatzungszone, SBZ）においてドイツ民主共和国の建国準備を進めていた。1950年にはソ連軍将校によって海上警察本部（Hauptverwaltung Seepolizei）が設置され、1952年7月1日には海上人民警察（Volkspolizei See, VP-See）と改名される。

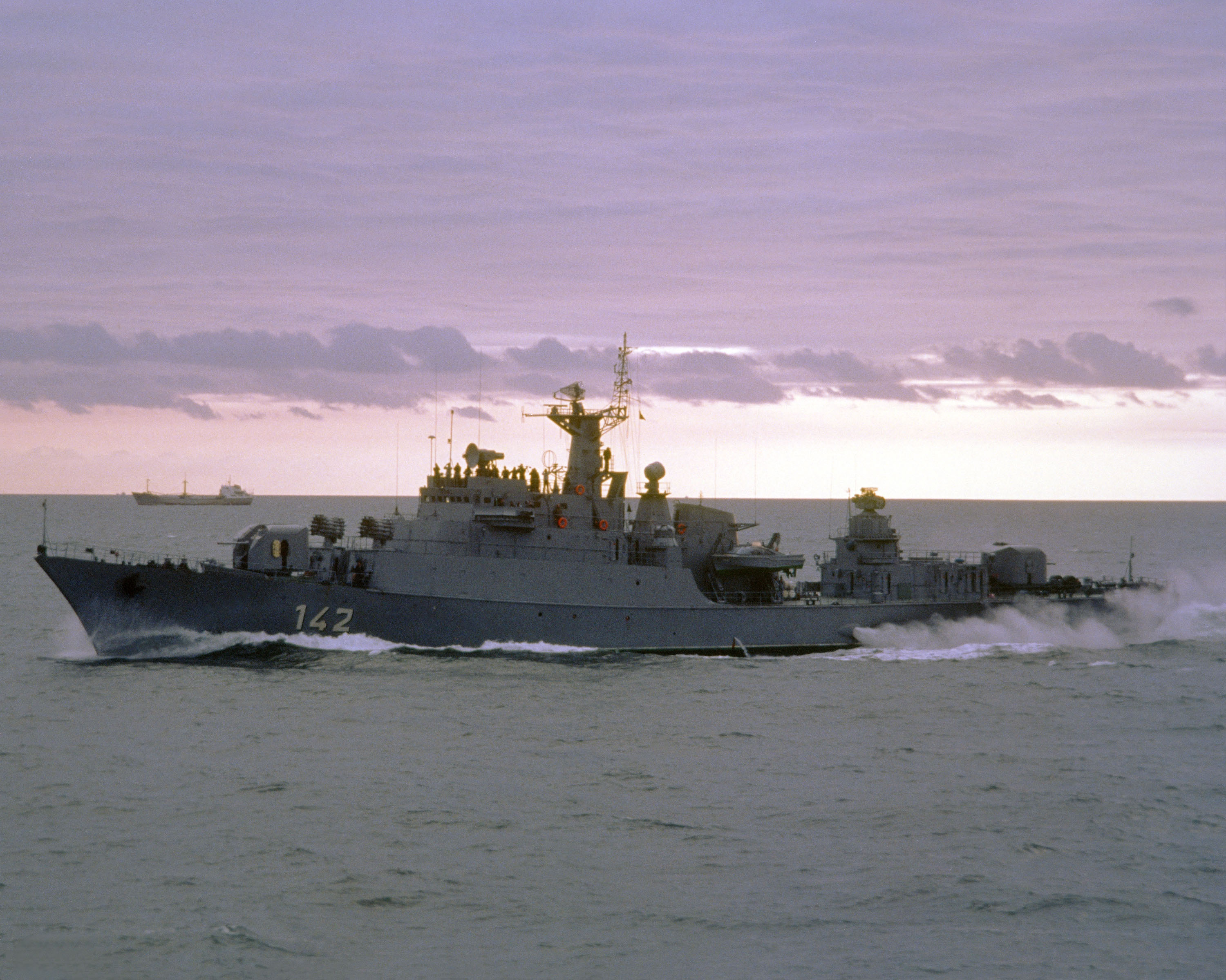
人民海軍が沿岸巡視艇（フリゲート）として運用したソ連製コニ型フリゲート、「ベルリン・ハウプトシュタット・デア・デーデーエール」（Berlin, Hauptstadt der DDR）。

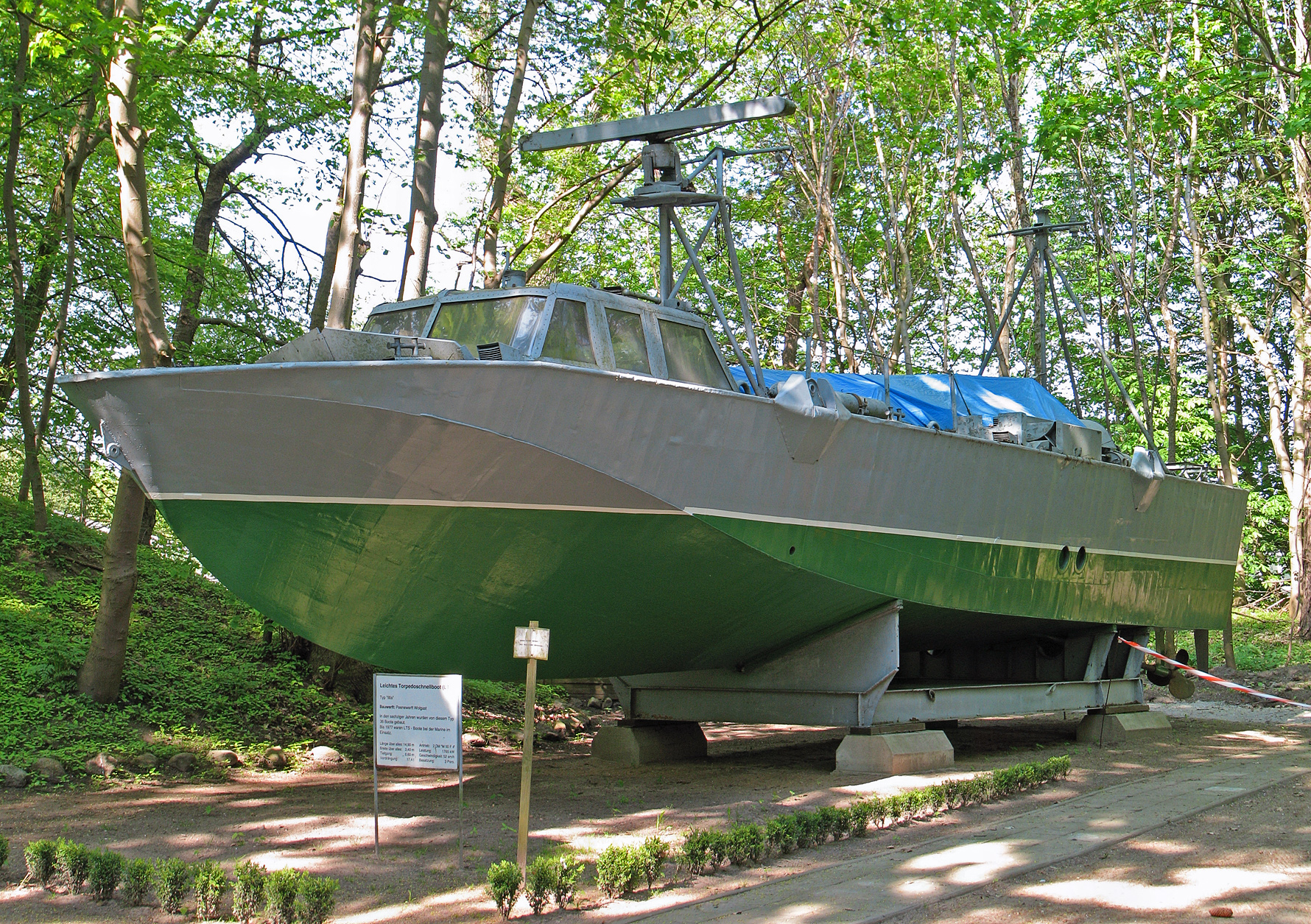
イルティス級魚雷艇

1956年3月1日には国家人民軍が設立され、当時およそ10000人の兵力を擁していた海上人民警察は海上戦力（Seestreitkräfte）と改名された。さらに1960年10月19日にドイツ民主共和国国防評議会が下した決定により、1960年11月3日の大観艦式にあわせて海上戦力は人民海軍（Volksmarine）と改名された。この名称は1918年のキール軍港にて反乱を起こした水兵の一団が自称した人民海兵団（Volksmarinedivision）なる名称に因み、またドイツ民主共和国当局では人民海軍が人民海兵団の伝統を引き継ぐものであるとした。

### 拡大・再編

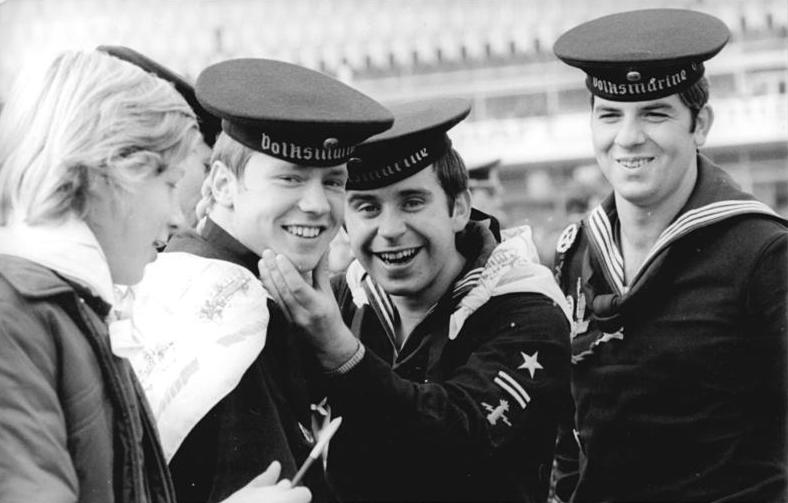
人民海軍の水兵

その後の数年を通じ、ペーネ造船所など東ドイツ各地の造船所で人民海軍向けの大型艦船の建造が始まった。沿岸巡視艇（Küstenschutzschiff）や高速戦闘艇（Schnellboot）など小型艦艇の一部はソビエト連邦からの貸与品で、また支援艦艇の一部はポーランド製であった。ソ連製のヘリコプターも保有していた。艦砲やミサイル、機関銃などの搭載火器は多くがソビエト連邦製のものであった。
1961年8月13日、ベルリンの壁が建設されるに伴い、それまで内務省指揮下で国境警備に当たっていた国境警察（Grenzpolizei）がドイツ民主共和国国境警備隊（Grenztruppen der DDR）に再編され、1961年9月15日には国防省及び国家人民軍に国境警備隊の権限が移譲される。再編時に沿岸警備隊相当の下部組織として設置された沿岸国境旅団（Grenzbrigade Küste,GBK）も、1961年11月1日以降は人民海軍の指揮下に入り、第6沿岸国境旅団（6. Grenzbrigade-Küste, 6. GBK）と改名した。
1965年、人民海軍は大規模な再編成を行った。全ての突撃戦力（Stoßkräfte, 高速戦闘艇部隊）はリューゲン島・ドランスケのブーク軍港に根拠地を持つ第6艦隊（6. Flottille）に組み込まれた。1970年代には人民海軍の総戦力はおよそ18,000人に拡大していた。1980年代には艦船装備の一部が更新され、1985年にはソ連製の戦闘爆撃機などを装備する第28海軍航空団（Marinefliegergeschwader 28,MFG-28）が新設された。第28海軍航空団は当初航空軍の指揮下にあり、必要に応じて人民海軍の指揮下に移されていた。1990年春には正式に人民海軍へと移管され、人民海軍の軍服と階級章が導入された。
1986年から1988年にかけて、オーデル湾周辺における係争中の国境地帯において人民海軍とポーランド海軍の散発的な衝突が起こり、最終的にドイツ民主共和国側の要求が受け入れられた。1989年5月22日の領海画定に関する条約は1949年以来初めての領海再確定となり、係争海域のおよそ3分の2がドイツ側の領海と認められた。

### 解体
1990年10月2日、ドイツ再統一に伴い人民海軍は国家人民軍の全組織と共に解体された。活動を許された艦艇は、連邦海軍が旧人民海軍司令部に設置したロストック海軍司令部（Marinekommando Rostock）の元で小艦隊に統合された。将校を除く一部の兵士は連邦海軍に残留することを許され、また第6国境沿岸旅団の兵士も連邦国境警備隊に残留する事を許された。装備・機材の多くは売却あるいは廃棄され、わずか数隻の支援艦艇が現在まで運用されている。主力だったパルヒム型コルベット16隻やホイエルスヴェルダ級中型揚陸艦14隻、コンドール級掃海艇9隻、合計39隻の小型艦艇はインドネシア海軍に売却された。1990年11月14日にはドイツ連邦共和国が批准したドイツ・ポーランド国境条約によってドイツ・ポーランド間の国境は再画定された。

### 「西側」への脱走
ドイツ再統一によるドイツ民主共和国崩壊までの間、人民海軍の将兵が海路で「西側」に逃れようとした事例がいくつか知られている。
- 1961年8月24日、トラフェミュンデ・ヴィスマール沖を航行していた第6国境沿岸旅団所属の国境警備艇423号（G423）が脱出を図り、12人の水兵が西側へ逃れた[4]。
- 1963年12月、航行中のクラーケ級掃海艇（ドイツ語版）から乗組員の上級軍曹（Obermaat）が海へ飛び込んで脱出を図り、スウェーデンの商船によって救出された[5]。
- 1967年1月12日、対潜駆逐艦474号（U-Jagdboots 474）からの脱出が試みられるも当局によって阻止される[6]。
- 1967年1月27日、艦を乗っ取り脱出を図る計画を立てたとして対潜駆逐艦412号テーテロウ（U-Jagdboots 412 Teterow）の乗組員8人がペーネミュンデにて逮捕された[7]。
- 1968年1月、第6艦隊根拠地のブーク（ドイツ語版）軍港にて高速戦闘艇844号ヴィルヘルム・ベンシュ（TS-Boots 844 Wilhelm Bänsch）を乗っ取り脱出する計画を立てた容疑で乗組員7人が逮捕され、2人が有罪判決を受けた[7]。
- 1973年8月7日、対潜駆逐艦421号シュパーバー（U-Jagdschiffes 421 „Sperber“）からの脱出が試みられるも当局によって阻止される[8]。
- 1979年8月5日、国境警備艇424号グラール=ミューリッツ（G-424 Graal-Müritz）所属の上級軍曹がその他の乗組員を軟禁し、西側へ逃れるべく艇を乗っ取った。乗組員達は手榴弾などを以って抵抗し、脱出は阻止された。上級軍曹は一命を取り留め逃走したものの、1989年末に逮捕された[7]。
- 1988年3月4日、2人の水兵（Matrosen）がスウェーデンのフェリーに乗り込み脱出を図るが、後にドイツ民主共和国へ送還された[7]。

## 任務
人民海軍はワルシャワ条約機構各国の海軍で編成されるバルチック艦隊（Ostseeflotten）に参加していた。主要な作戦水域はバルト海及びバルト海沿岸だった。期待されていた役割は、バルト海で活動するソ連海軍を援護し、またバルト海から沿岸諸国への侵攻に従事することである。その為、人民海軍の主要水上戦力は駆潜艇（U-Jagdschiffe）や高速戦闘艇、掃海艇、揚陸艇といった小型艦艇が主であった。人民海軍の通常任務について言えば、常に高い即応性を維持していることが特徴である。バルト海ではNATO側の海軍に対する大規模な偵察も敢行している。こうした偵察の際には掃海艇や揚陸艇などの小型高速舟艇が活用された。さらには電子戦装備を備えた情報収集艦も配備されており、海軍における各種情報戦に活用された。
さらに特殊な任務を帯びていた部局として、不法出入国を監視する任務を帯びた第6沿岸国境旅団（6. Grenzbrigade-Küste, 6. GBK）がある。元々は沿岸警備隊相当の組織として国境警備隊内に編成されていたが、1961年11月1日以降は人民海軍の指揮下にあった。大量の巡視艇と陸上監視要員を備えており、主にエルベ川を活動範囲としていた。第6沿岸国境旅団の階級章は人民海軍と同様のものを使用していたが、肩章には区別の為に緑色のパイピングが施され、また帽子の鉢巻の文字も「Volksmarine」ではなく、「Grenzbrigade Küste」と刺繍されていた。

## 組織

### 人民海軍の構造
人民海軍は長らく3つの艦隊（Flottille）のみを常時待機させる3艦隊体制を取っていた。初期には次のような艦隊が存在した。
- 第3艦隊（3. Flottille, 1956年 - 1958年）、沿岸警備艦隊（Küstensicherungsflottille） - 海上人民警察の第1沿岸区（Küstenabschnitt I）を母体とする。1956年5月1日からは第2沿岸艦隊（Küstenabschnitts-Flottille II）に改名。所在地はザスニッツ（ドイツ語版）の東部根拠地（Flottenbasis „Ost“）。
- 第7艦隊（7. Flottille, 1956年 - 1957年）、舟艇教育艦隊（Schulbootsflottille） - 海上人民警察の舟艇教育部（Schulbootsabteilung）を母体とする。所在地はパーロウ（ドイツ語版）。
- 第9艦隊（9. Flottille, 1956年 - 1960年）、艦船試験艦隊（Erprobungsschiffsflottille） - 訓練部（Baubelehrungsabteilung）を母体とする。1961年に科学技術センターと合併。所在地はヴォルガスト。

解散時の人民海軍は、次のような部隊及び艦隊で構成されていた。
- 第1艦隊（ドイツ語版）（1. Flottille） - ペーネミュンデ
- 第4艦隊（ドイツ語版）（4. Flottille） - ロストック・ヴァーネミュンデ
- 第6艦隊（ドイツ語版）（6. Flottille） - リューゲン島のドランスケ（ドイツ語版）近郊ブーク（ドイツ語版）軍港
- 第6沿岸国境旅団（6. Grenzbrigade-Küste, 6. GBK） - ロストック

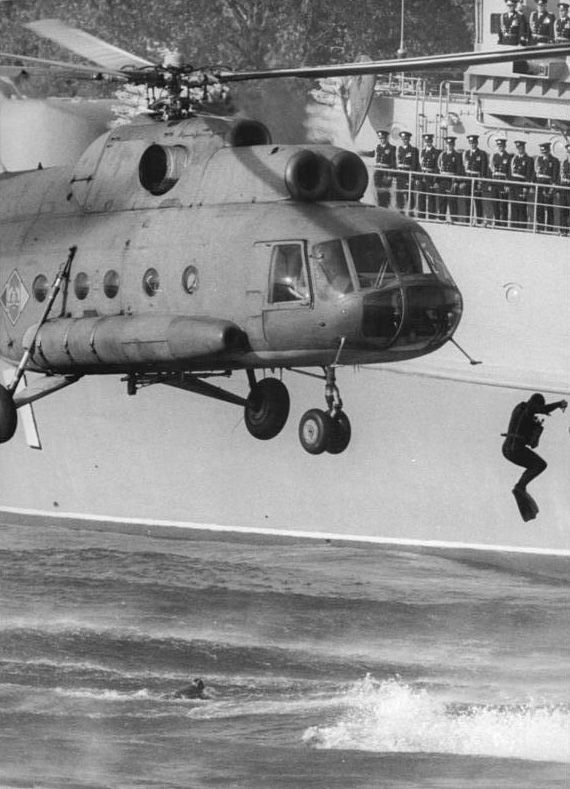
第18海軍ヘリコプター航空団（MHG-18）のMi-8から海面に飛び降りる第18水中戦闘コマンドー（KSK-18）のフロッグマン

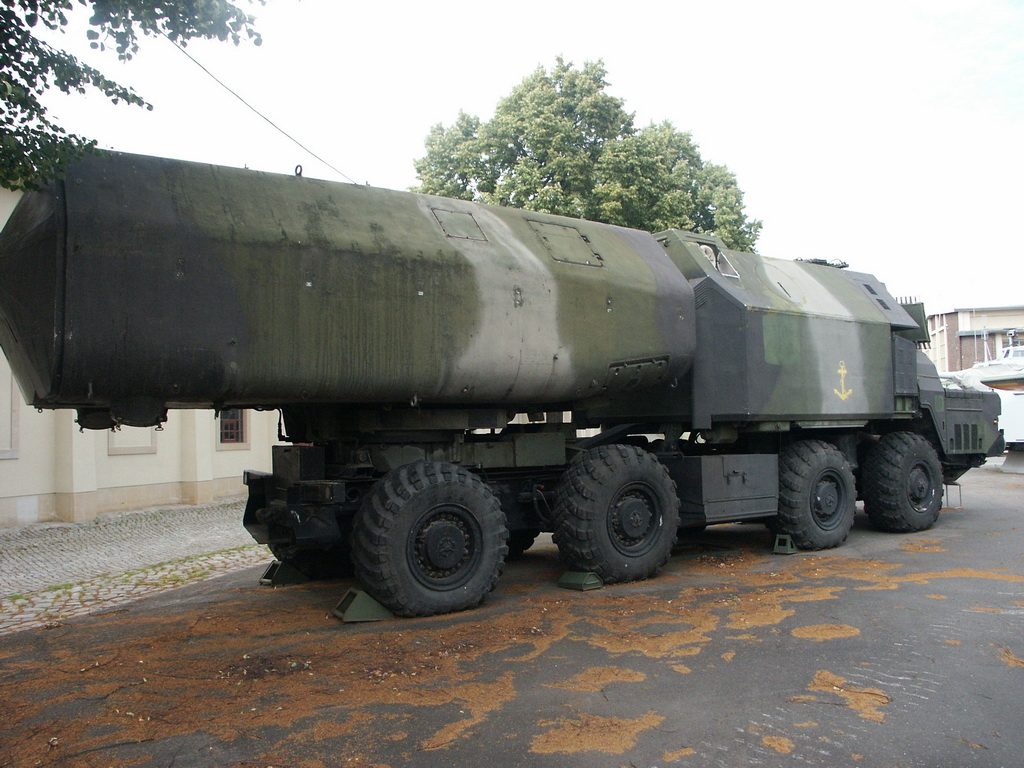
3P51ルベーシュ沿岸ミサイルシステム。発射機はMAZ-7310で運搬された。

また1985年頃には、次のような部隊も活動していた。
- 第18魚雷技術中隊（Torpedo-Technische Kompanie 18, TTK-18） - 対潜魚雷の保守点検を行う。
- 第18海軍ヘリコプター航空団（ドイツ語版）（Marinehubschraubergeschwader 18, MHG-18） - シュトラールズント近郊のパーロウ（ドイツ語版）に拠点を置く。第二次世界大戦中の航空艦隊の基地をそのまま使用した。
- 第28海軍航空団（ドイツ語版）（Marinefliegergeschwader 28, MFG-28） - 通常は航空軍に所属する。所在地はラーゲ（ドイツ語版）。
- 第18海軍工兵大隊（Marine-Pionierbataillon 18, MPiB-18） - ザスニッツ（ドイツ語版）。
- 第18水中戦闘コマンドー（Kampfschwimmerkommando 18, KSK-18） - キュールングスボルン（ドイツ語版）。いわゆるフロッグマン部隊。
- 第18通信連隊（Nachrichtenregiment 18, NR-18） - バート・ズュルツェ（ドイツ語版）。
- 第18沿岸ロケット連隊（ドイツ語版）（Küstenraketenregiment 18, KRR-18） - シュヴァルツェンプフォスト（ドイツ語版）。
- 第18沿岸防衛連隊（Küstenverteidigungsregiment 18, KVR-18） - ロストック（1988年から）。
- 第18海軍宣伝中隊（Marine-Propagandakompanie 18, PRK-18） - ロストック・ヴァーネミュンデ。
- 第18無線電子戦大隊（Bataillon Funkelektronischer Kampf 18, BFEK-18） - グライフスヴァルト・ハンスハーゲン（ドイツ語版）。
- 第18弾薬集積所（Munitionslager 18, ML18） - アルテントレプトウ・ゼルツ（Seltz）。後方指揮所と共に「街灯（Laternenpfahl）」の秘匿名称があった。
- 第14弾薬集積所（Munitionslager 14, ML14） - ゲルベンザンデ（ドイツ語版）。
- 第18燃料及び潤滑油集積所（Tank- und Schmierstofflager 18, TSL18） - グライフスヴァルト・ラーデボウ（ドイツ語版）。
- 第18修理基地（Instandsetzungsbasis 18, IB18） - ヴォルガスト。各地にある次のような作業区（Werkstattbereichen, WB）を統括した。
  - 第1作業区（WB1） - 中央火器作業所（Zentrale Waffenwerkstätten）。ヴォルガスト。
  - 第2作業区（WB2） - 中央情報通信作業所（Zentrale Nachrichten- und Funktechnische Werkstätten）。シュトラールズント・デーンホルム（ドイツ語版）。
  - 第3作業区（WB3） - 中央車両作業所（Zentrale Kfz-Werkstätten）。グライフスヴァルト・ラーデボウ（ドイツ語版）。
  - 第4作業区（WB4） - 船舶技術作業所（Schiffstechnische Werkstätten）。リーブニッツ＝ダムガルテン（ドイツ語版）。
  - 教育所（EM-Stelle） - ラウターバッハ（ドイツ語版）。
- 科学技術センター（Wissenschaftlich-Technisches Zentrum, WTZ） - ヴォルガスト
- ドイツ民主共和国海洋水路局（ドイツ語版）（Seehydrographischen Dienst der DDR, SHD） - ロストック
- 第18独立保安小隊（Selbständigen Sicherungszug 18） - ロストック・ゲールスドルフ（ドイツ語版）。人民海軍司令部直属で、海軍高官の護衛などを行った。
- 各教育訓練施設
  - 「ヴァルター・シュテフェンス」艦隊学校（ドイツ語版）（Flottenschule „Walter Steffens“） - パーロウ（ドイツ語版）。艦艇乗組員たる下士官兵の教育・訓練を行う。
  - 「カール・リープクネヒト」士官学校（ドイツ語版）（Offiziershochschule „Karl Liebknecht“） - シュトラールズント。人民海軍および諸外国海軍の士官教育を行う。
  - 後方要員下士官学校（Unteroffiziersschule Rückwärtige Dienste） - シュトラールズント・デーンホルム（ドイツ語版）。別名として第18海軍訓練機関（Schiffstammabteilung-18,SSTA-18）、あるいは「パウル・ブレヒシュミット」教育機関（Lehreinrichtung „Paul Blechschmidt“）とも。技術下士官をはじめとする陸上基地要員の育成を行った。自動車運転教習や陸上戦闘訓練などを含めた、人民海軍後方任務における全般訓練を行った。
- その他、兵器試験場および各種特別部局。

### 人民海軍司令官（Chef der Volksmarine）

「副大臣たる人民海軍司令官」を示す旗

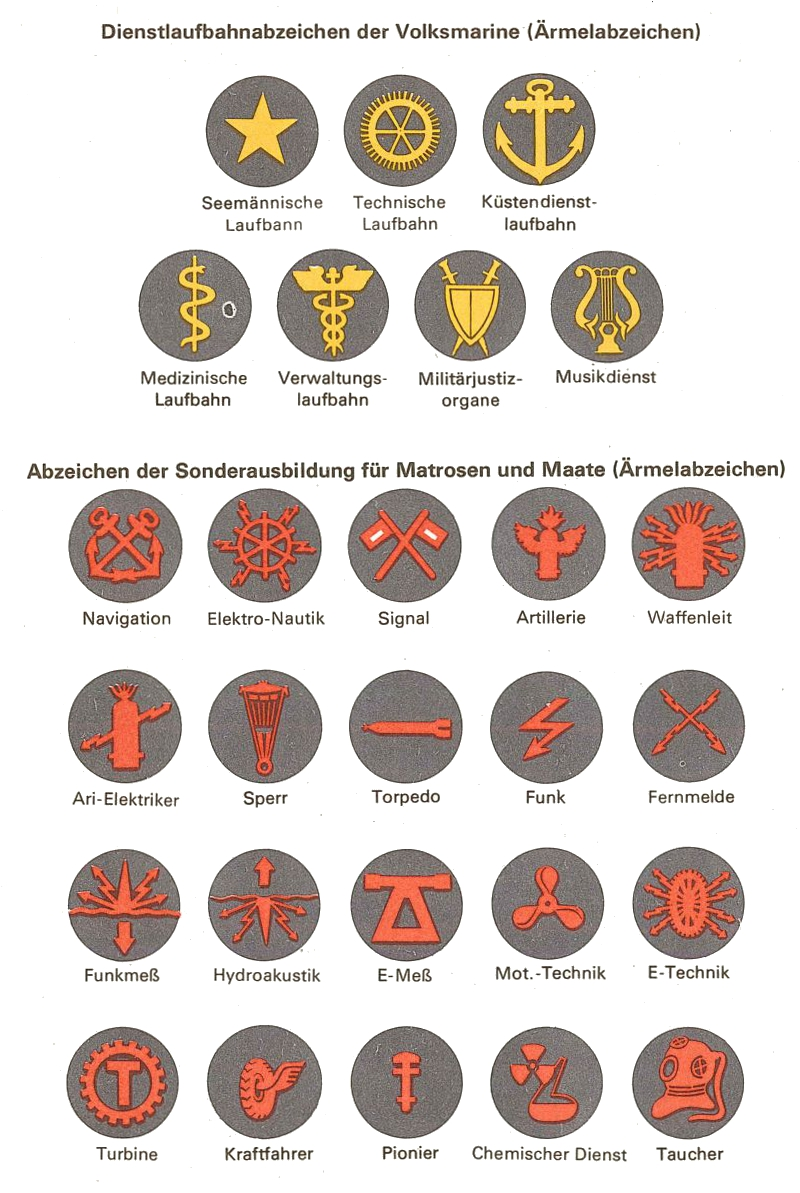
人民海軍の兵科章（上）と下士官兵用の特技章（下）

1956年に海上戦力が設立された当初は「海上戦力司令官」（Chef der Seestreitkräfte）と呼ばれていた。1960年11月3日には海上戦力が人民海軍へ改名するのに合せて「人民海軍司令官」（Chef der Volksmarine）に改名した。1972年12月1日から人民海軍司令官は国防副大臣を兼職することとなり、正式な職名は「副大臣たる人民海軍司令官」（Stellvertreter des Ministers und Chef der Volksmarine）となった。1989年12月11日には再び職名が「人民海軍司令官」に変更され、この名称のまま人民海軍の解散を迎えた。
平時にはロストック・ゲールスドルフに設置された人民海軍司令部（Kommando Volksmarine）にて人民海軍の指揮を行う。また有事にはロストック近郊に設置された司令部機能を有する掩蔽壕、テッシン指揮所に移動して人民海軍を指揮する。

#### 歴代人民海軍司令官
| 氏名、階級                     | 任期                           | 備考 |
| ------------------------------ | ------------------------------ | ---- |
| フェリックス・シェフラー少将   | 1956年3月1日 - 1956年12月31日  |      |
| ヴァルデマール・フェルナー中将 | 1957年1月1日 - 1959年7月31日   |      |
| ヴィルヘルム・エーム少将       | 1959年8月1日 - 1961年7月31日   |      |
| ハインツ・ノイキルヒェン少将   | 1961年8月1日 - 1963年2月24日   |      |
| ヴィルヘルム・エーム大将       | 1963年2月25日 - 1987年11月30日 |      |
| テオドール・ホフマン中将       | 1987年12月1日 - 1989年11月17日 |      |
| ヘンドリク・ボルン中将         | 1989年12月11日 - 1990年10月2日 |      |

## 装備の種類
次のような艦船及び航空機を保有していた。
- 各種揚陸艇、揚陸艦
- 機雷敷設艦艇
- 掃海作業用艦艇
- 魚雷艇及びミサイル艇 - 主に第6艦隊に所属した。
- ミサイル艦 - 主に第6艦隊に所属した。
- 沿岸警備艇
- 対潜駆逐艦
- 情報収集艦
- 訓練艦
- 各種支援艦 - 補給艦、曳航艦、特務艦など。
- 航空機
  - ヘリコプター（Mi-4 MA、Mi-8、Mi-14PL及びMi-14BT）
  - 戦闘爆撃機（Su-22 M4）

個人装備
- 小銃 （AK-47など）
- 潜水装備一式 - フロッグマンが装備。